# پوجیو سان مارچلو

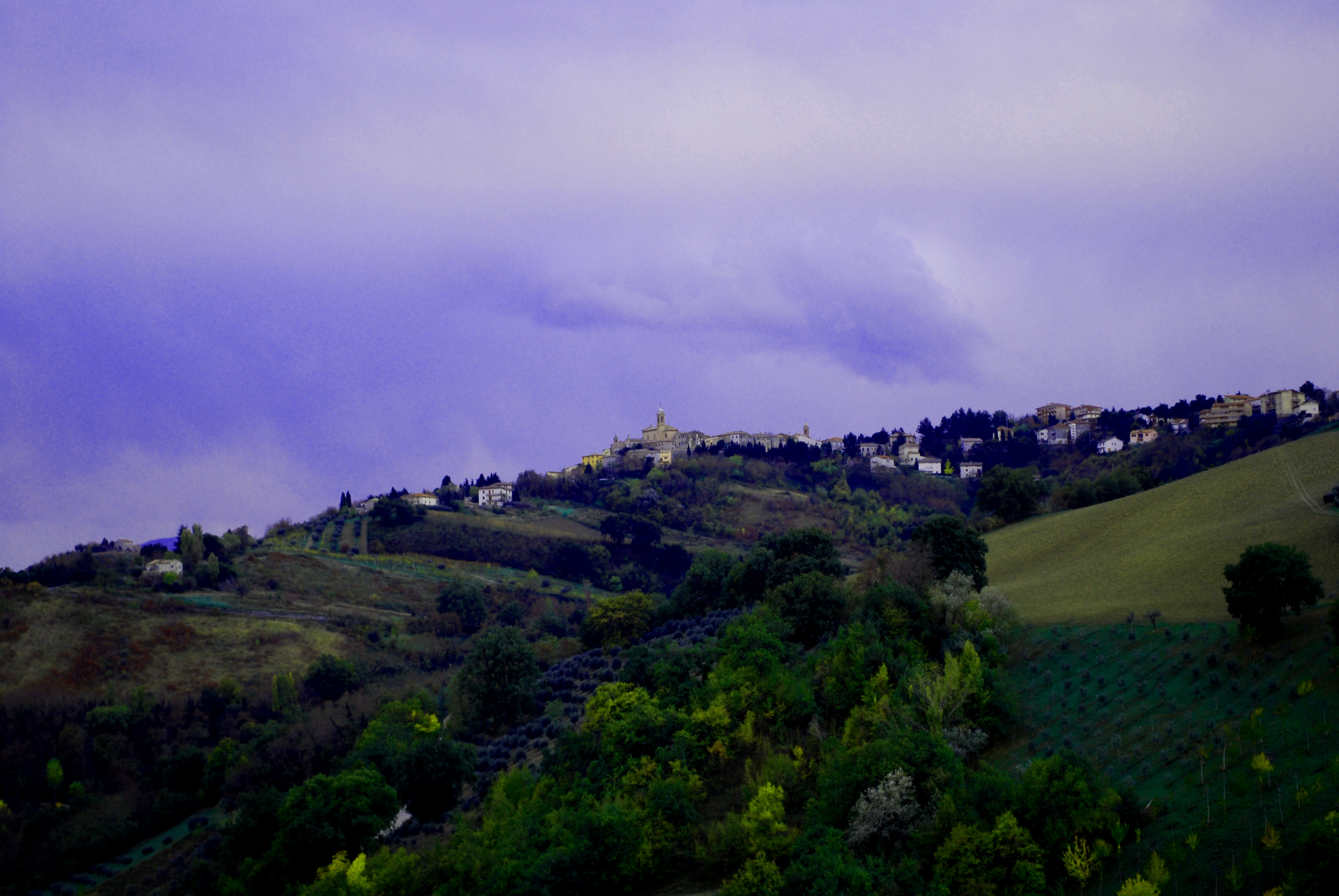
پوجیو سان مارچلو

پوجیو سان مارچلو (به ایتالیایی: Poggio San Marcello) یک کومونه در ایتالیا است که در استان آنکونا واقع شده‌است. پوجیو سان مارچلو ۱۳٫۵ کیلومتر مربع مساحت و ۷۰۴ نفر جمعیت دارد.

## خواهرخوانده
شهرهای ترکواندا و Medjugorje خواهرخوانده‌های پوجیو سان مارچلو هستند.